# Ближний (Челябинская область)
Ближний  — посёлок в Агаповском районе Челябинской области. Входит в состав Буранного сельского поселения.
Расположен на Верховцевом ручье, в 13 километрах от районного центра села Агаповка.
Основан в 1934 году при первом отделении совхоза «Буранный». Официально получил статус населённого пункта в 1963 году. Название получил из-за близкого расположения к центру сельсовета и центральной усадьбе совхоза и относительно более короткого, чем к центру сельсовета расстояния от города Магнитогорска.
В посёлке 8 улиц: Берёзовая, Ветеранов, Дорожная, Полевая, Сосновая, Центральная, Центральный переулок и Фермерская.

## Население
| 1970 | 1995 | 2002 | 2010 |
| ---- | ---- | ---- | ---- |
| 165  | ↘68  | ↗127 | ↗154 |

## Инфраструктура
- ООО «Ближний»[8],
- СППСК «Уральское подворье»,
- подразделение второго участка ООО «Магнитогорский птицеводческий комплекс» компании «Ситно».